# De Chinese fluitspeler
De Chinese fluitspeler is een hoorspel van Emanuel van Loggem. In een serie Sprookjes voor grote mensen werd het door de VARA uitgezonden op woensdag 22 maart 1939, van 21:00 uur tot 21:30 uur. De muziek was van Hans Krieg. Ze werd uitgevoerd door het VARA-Theaterorkest o.l.v. de componist. De regisseur was S. de Vries jr.

## Rolbezetting
- Leo de Hartogh (Yang-Li, de fluitspeler)
- Hetty Beck (zijn stiefzuster)
- Elias van Praag (de keizer)
- Huib Orizand (de bediende)
- Piet te Nuyl sr. (de veerman)
- Dogi Rugani (Kwan-Xi)
- Rolien Numan (het blinde meisje)
- Johan Fiolet (de Dood)
- Ans van Merlevoort (het meisje dat vertelt)

## Inhoud
Er leefde eens heel lang geleden in China een fluitspeler, genaamd Yang-Li, die niets anders deed dan de mooiste melodieën uit zijn fluit tevoorschijn halen. Bij de dood van z’n vader had hij dit prachtige instrument van jade als enig erfstuk ontvangen, terwijl z’n broers huizen, landerijen en goud hadden gekregen. De hele dag zat hij maar voor zijn vervallen huisje, verheugde zich in de zonneschijn, luisterde naar de vogels die hem al hun liedjes leerden en speelde zo mooi dat de kinderen en de dieren langzaam naderbij kwamen om te luisteren. Zijn broers en zusters waren allen geacht en waren aanzienlijke burgers geworden die de nagedachtenis van hun ouders vereerden en de graven van hun voorvaderen verzorgden, zoals de geboden dit voorschreven. Soms kwamen zij naar Yang-Li toe en trachtten hem te bewegen ook een nuttig mens in de maatschappij te worden…